# Diakron (historia)
Ett diakront perspektiv koncentrerar sig på utvecklingen längs en tidsaxel. Detta som kontrast till ett synkront perspektiv där man bara intresserar sig för vad som faktiskt existerar vid ett givet ögonblick.